# Михайло Пап
Михайло Пап (англ. Michael Pap) (24 липня 1920 — 1 квітня 2016) — історик, фахівець із проблем радянсько-американських відносин, національних відносин у СРСР, колоніальної політики Російської імперії 19 — поч. 20 ст. Доктор міжнародного права та історії (1948), професор (1959), політичний діяч української діаспори в США.

## Життєпис
Народився в с. Сірма на Підкарпатській Русі в тогочасній Чехословаччині (нині с. Дротинці Берегівського району Закарпатської області) в селянській сім'ї. Початкову освіту здобув у рідному селі, середню — у Торговельній академії (Мукачево).
Емігрував з України. Навчався в Братиславі (нині столиця Словаччини). Переїхав до Відня, де працював у фірмі «Сіменс» і навчався в державноиу коледжі. 1948 отримав ступінь доктора з міжнародного права та історії в Гейдельберзькому університеті.
1949 переїхав до м. Чикаго (США). 1959–89 — професор Клівлендського університету ім. Дж. Карола (США), де викладав курси з історії та міжнародного права. 1961 при цьому університеті заснував і очолив Інститут радянознавчих та східноєвропейських студій. 1964 обраний головою Українсько-американської асоціації університетських професорів, яку тривалий час очолював. Був головою осередку Наукового товариства імені Шевченка в Огайо й членом керівних органів Українського історичного товариства.
Автор наукових розвідок із політичних проблем СРСР, опублікованих у численних фахових журналах.
Очолював Організацію державного відродження України, Світове братство "Карпатська Січ", Дослідний центр імені Юліяна Ревая, Українську народну раду Карпатської України, з 1989 року був заступником голови уряду Державного центру УНР на еміграції.
1964 Український конгресовий комітет Америки відзначив його діяльність Шевченківською грамотою Свободи, 1992 отримав звання почесного доктора права від Клівлендського університету ім. Дж. Карола.